# 11119 Таро
11119 Таро (11119 Taro) — астероїд головного поясу, відкритий 9 серпня 1996 року.
Тіссеранів параметр щодо Юпітера — 3,491.
Названо на честь Таро (яп. たろう(太郎) таро:).